# Vincent Bernière
Vincent Bernière, né le 2 mai 1969 à Paris, est un écrivain, journaliste, commissaire d'exposition et éditeur français.

## Biographie
Vincent Bernière grandit en banlieue parisienne, dans les années 1970. Il connaît une adolescence mouvementée qu’il évoque dans son premier roman, Shoot Again, paru en 2007 aux éditions Panama,. À la fin des années 1980, il étudie l’Histoire à la faculté de Paris X Nanterre. En août 1994, il fait partie des premiers patients du centre de traitement des addictions APTE, fondé par Kate Barry à Bucy-le-long, dans l’Aisne, basé sur les principes du Modèle Minnesota. Cette expérience inspire, quelques années plus tard, le scénario de la bande dessinée Le Château des ruisseaux, parue aux éditions Dupuis en 2012.
Dans les années 2000, il est grand reporter pour le magazine Technikart et réalise de nombreux reportages de terrain dans les quartiers du Nord et de l’Est parisiens, en Inde et en Afrique de l’Ouest. Durant cette période, il publie aux éditions du Seuil des auteurs de romans graphiques américains comme les frères Gilbert et Jaime Hernandez, prix du Patrimoine au festival d’Angoulême en 2006 pour la série Love & Rockets, Adrian Tomine, Joe Matt, Seth, Jason Lutes, James Sturm et Dave Cooper. Il participe également à l’émission de France Culture Mauvais Genre, animée par François Angelier, cree et dirige les huit premiers numéros de la revue de bande dessinée Bang !, qui mélange du manga, de la BD franco-belge, des comics US indépendants et de la bande dessinée de reportage. Pour France Culture, il signe quatre documentaires radios diffusés dans l’émission Sur les docks. Grâce au soutien de la Société civile des auteurs multimédia, l’un de ces documentaires radiophoniques donne naissance à un essai, Moi, Vincent B., une expérience de la vie sans drogue (lauréat de la dotation Scam « Brouillon d'un rêve d'écriture » 2010), publié par les Impressions nouvelles en 2011, qui s’inspire du reportage de Joseph Kessel Avec les alcooliques anonymes, paru chez Gallimard. Depuis 1999, il est journaliste pour le mensuel Beaux Arts magazine et dirige notamment les numéros hors-série consacrés à la bande dessinée. Vincent Bernière est également éditeur. À partir de 2008, il occupe cette fonction aux éditions Delcourt et publie notamment des bandes dessinées érotiques comme Emmanuelle de Guido Crepax, d’après le roman d’Emmanuelle Arsan, Les 110 pilules de  Magnus, une adaptation du Jin Ping Mei, ou encore Gwendoline, le chef-d’œuvre bondage de John Willie. Il dirige également la collection Outsider, et publie l’auteur américain Chris Ware, prix spécial du jury au festival d’Angoulême en 2015 pour son livre Building Stories et Seth, prix spécial du jury au festival d’Angoulême en 2020 pour son livre Clyde Fans.
En 2010, il publie le roman Extraball, la suite de Shoot Again, chez JBZ et compagnie, un label éphémère dirigé par Jacques Binsztok.
En 2011, il fait paraître Actuel, les belles histoires, aux éditions de la Martinière, avec Mariel Primois, un livre qui revient sur l’aventure journalistique du magazine créé par Jean-François Bizot. En 2012 et 2013, il publie Sex Press, la Révolution sexuelle vue par la presse underground et Punk Press, l’histoire d’une révolution esthétique aux éditions de la Martinière, toujours avec Mariel Primois.

### Les Cahiers de la BD
En 2017, Vincent Bernière reprend le titre historique de la critique de bande dessinée Les Cahiers de la BD. Une formule trimestrielle, diffusée en kiosque et en librairie voit le jour après une campagne de financement participatif. Des hors-séries, consacrés à Batman, Astérix ou Rahan sont également publiés.

### Éditions Revival
En 2018, il lance le label de bande dessinée Revival, une maison d’édition dédiée à la réédition de bandes dessinées anciennes et à la découverte de jeunes talents de la bande dessinée mondiale.
Les éditions Revival ont réédité le pionnier Alain Saint-Ogan, l’auteur italien Massimo Mattioli, l’auteur de Squeak the Mouse, les français Golo et Frank, le dessinateur de gekiga Berliac, l’autrice suédoise Moa Romanova, l’américain Noah Van Sciver, Alberto Breccia et Carlos Trillo, l’auteur underground américain Guy Colwell, ou encore Hisashi Sakaguchi, l'auteur japonais de Ikkyu et Fleur de pierre.

### Métal Hurlant
En 2020, il conçoit la nouvelle formule du journal Métal Hurlant.
En 2021, Les Humanoïdes associés, non convaincus par le premier numéro, lui retirent le projet qui continue cependant avec Jerry Frissen comme rédacteur en chef.

### Charlotte Mensuel
En 2024, il lance avec Bastien Vivès Charlotte Mensuel, un journal de bande dessinée qui s’inspire librement de Charlie mensuel, entre nouveauté et nostalgie. Au sommaire du premier numéro : Florence Cestac, Chris Ware, Bastien Vivès, Charles Schulz, Joe Matt, Jordi Bernet, Enrique Abuli, et Andrea Pazienza.

## Publications

### Auteur

#### Essais
- Les Grands Maîtres de la BD mondiale (sous la direction de), Beaux Arts éditions, 2019
- Les 7 vies d’Alejandro Jodorowsky, avec Nicolas Tellop (sous la direction de), Humanoïdes Associés, 2019
- La Bédéthèque idéale, 99 BD qu’il faut avoir lu au XXIe siècle (sous la direction de), Revival, 2018
- Les 100 plus belles planches de la bande dessinée, Beaux-Arts éditions, 2016,  (ISBN 9791020403100)
- Les 100 Plus Belles Planches de la bande dessinée érotique, Beaux Arts Éditions, 2015,  (ISBN 9791020402011)[16]
- Anthologie de la bande dessinée de science-fiction, Huginn Muninn Éditions, 2015,  (ISBN 978-2-364-80166-0)
- Anthologie de la bande dessinée d'humour, Huginn Muninn Éditions, 2014  (ISBN 978-2364801356)
- Punk press, l'histoire d'une révolution esthétique 1969-1979, avec Patrick Eudeline, Mariel Primois, Jon Savage, Éditions de la Martinière, 2012,  (ISBN 978-2732448725)
- Anthologie de la bande dessinée érotique, Beaux Arts Éditions, 2012,  (ISBN 978-2842788995)
- Sex Press : La Révolution sexuelle vue par la presse underground, avec Jean-Pierre Bouyxou, Jim Haynes, Mariel Primois, Éditions de la Martinière, 2012,  (ISBN 978-2732448732)
- Actuel. Les belles histoires, avec Mariel Primois, La Martinière, 2011,  (ISBN 978-2732445113)
- Moi, Vincent B. - Une expérience de la vie sans drogue, Les Impressions nouvelles, 2011,  (ISBN 978-2874491078)
- Qu'est-ce que la bande dessinée aujourd'hui ?, Beaux Arts Éditions, 2008,  (ISBN 9782842785796)

#### Fiction
- Une stupéfiante aventure de Viny K., Tome 2 : Toujours plus à l’Ouest, dessin Erwann Terrier, Dupuis, 2014,  (ISBN 978-2800161853)
- Une stupéfiante aventure de Viny K., Tome 1 : Une si jolie petite gueule, dessin Erwann Terrier, Dupuis, 2012,  (ISBN 9782800149301)
- Le Château des Ruisseaux, tome 1, avec Frédéric Poincelet, Dupuis, 2012,  (ISBN 978-2800146676)
- Extraball, JBZ & cie, 2010,  (ISBN 978-2755604795)
- Les Malheurs de Marine, sous le pseudo Bob Stone, avec Julien David, Seuil, 2007,  (ISBN 978-2020964517)
- Shoot again, Panama, 2007,  (ISBN 978-2755701166)

#### Autres
- Rémi Blanchard, avec Philippe Piguet, Hervé Perdriolle, Vincent Rousseau, Somogy, 2004,  (ISBN 978-2850567056)

## Expositions
- « Picasso et la bande dessinée » du 24 mars au 26 juillet 2020 au musée Picasso, Paris[17].
- « Youri ne dort pas » du 1er mars au 29 avril 2017 à la galerie Le Manège, Dakar[18].
- « Safarix, la chasse dans la bande dessinée » du 30 mars au 17 juillet 2016 au Musée de la chasse et de la nature, Paris[19].
- « Tirailleurs : la Grande guerre à travers la bande dessinée » du 12 novembre 2014 au 17 janvier 2015 à la galerie Le Manège, Dakar[20].
- « Bulles noires sur cases blanches - regards croisés sur l'Afrique en BD » du 10 au 31 mai 2014 à la galerie de l'Alliance (institut français de Dakar)[21]
- « Albums - Bande dessinée et immigration. 1913-2013 » du 16 octobre 2013 au 27 avril 2014 au Musée national de l'histoire de l'immigration[22].
- « BD X » du 15 septembre au 13 octobre 2012 à la galerie Jean-Marc Thévenet, Paris[23].
- « Reiser ! » du 19 novembre 2003 au 2 février 2004 au Centre Pompidou[24].